# Сравнение лучших шахматистов за всю историю
В этой статье представлен ряд методологий, которые были предложены для сравнения величайших шахматистов в истории. Статистические методы предлагают объективность, но, хотя существует соглашение о системах для оценки сильных сторон нынешних игроков, существуют разногласия по поводу того, могут ли такие методы применяться к игрокам разных поколений, которые никогда не соревновались друг с другом.

## Описание
Возможно, самая известная статистическая модель — это модель, разработанная Арпадом Эло в 1960 году и получившая дальнейшее развитие в его книге 1978 года «Рейтинг шахматистов прошлого и настоящего». Он дал игрокам рейтинги, соответствующие их выступлениям за лучший пятилетний период их карьеры. Согласно этой системе наивысшие оценки были получены:
- 2725: Хосе Рауль Капабланка;
- 2720: Михаил Моисеевич Ботвинник, Эмануил Ласкер;
- 2700: Михаил Нехемьевич Таль;
- 2690: Александр Александрович Алехин, Пол Чарльз Морфи, Василий Васильевич Смыслов.

В 1970 году ФИДЕ приняла систему Эло для оценки нынешних игроков, поэтому один из способов сравнить игроков разных эпох — это сравнить их рейтинги Эло. По состоянию на декабрь 2015 года в истории был 101 шахматист, которые превзошли 2700, а четырнадцать из них превысили 2800. Особенно примечательны пиковые рейтинги Роберта Джеймса Фишера, Анатолия Евгеньевича Карпова и Гарри Кимовича Каспарова, которые достигли своих пиковых показателей в предыдущие годы (1972, 1994 и 1999 годы соответственно).